# NGC 6743
NGC 6743 é um aglomerado aberto na direção da constelação de Lyra. O objeto foi descoberto pelo astrônomo John Herschel em 1828, usando um telescópio refletor com abertura de 18,6 polegadas. 